# José Villegas Cordero
José Villegas Cordero (Sevilla, 26 de agosto de 1844-Madrid, 9 de noviembre de 1921) fue un pintor español. Dirigió el Museo del Prado entre 1901 y 1918.

## Biografía
Era hermano del también pintor Ricardo Villegas Cordero. Inició su aprendizaje muy joven con José María Romero, con el que permaneció dos años hasta ingresar en la Escuela de Bellas Artes de Sevilla, donde estuvo bajo la tutela de Eduardo Cano.
En 1860, con sólo 16 años, vendió en la Exposición Sevillana su obra Pequeña filosofía por 2000 reales. En 1867 viajó a Madrid, donde entró en el estudio de Federico Madrazo. Allí estableció amistad con los pintores Eduardo Rosales y Fortuny.
Acudía con asiduidad al Prado donde copiaba a Velázquez, del que adquirió para su técnica la espontaneidad y el uso del color.
Finalmente, y por admiración de la pintura orientalista de Fortuny, volvió a Sevilla y organizó una excursión a Marruecos.

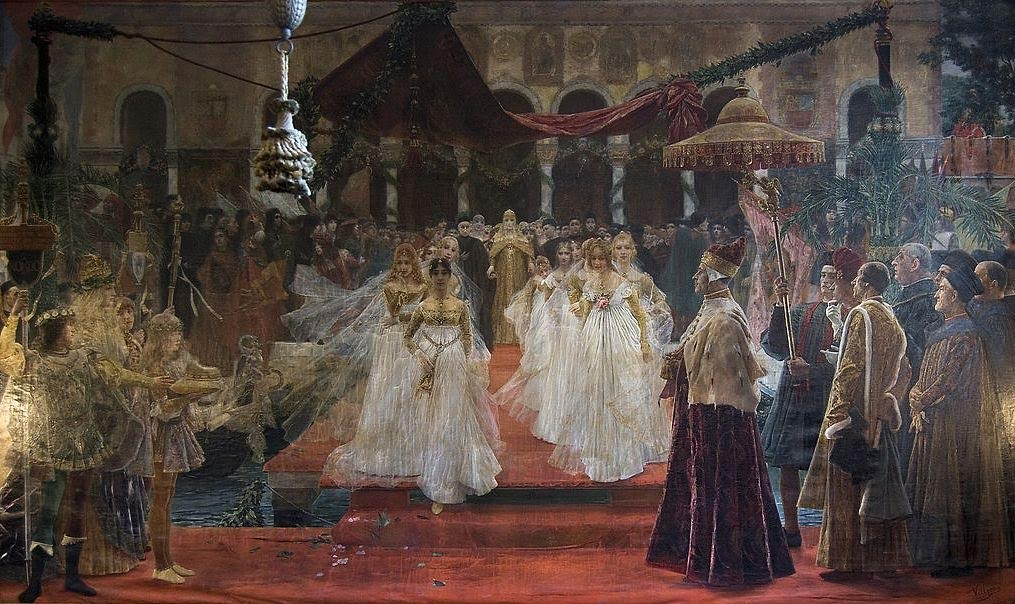
El triunfo de la Dogaresa Fóscari (1892), Larz Anderson House, Washington D. C..

A finales de 1868 decidió viajar a Roma acompañado por los pintores Rafael Peralta y Luis Jiménez Aranda, donde terminó entrando en el taller de Rosales.
Sus primeras obras en la Ciudad Eterna tienen un tinte costumbrista, que resulta además un tema muy demandado por el público. Muestra de ello son sus obras Retreta improvisada, Toreros en la capilla de la plaza (1871) y El descanso de la cuadrilla (1873) entre otros.
También le fueron demandados temas orientalistas, que Villegas pudo realizar con gran maestría gracias a los bocetos que había atesorado en Marruecos, así como ciertas obras de "pintura de género". A mediados de los 70 volvió a Sevilla y aprovechó la ocasión para visitar Marruecos de nuevo.
Otra vez en Roma, recogió el testigo de Fortuny y se convirtió de este modo en el pintor mejor considerado y más cotizado de la ciudad. Explotó en estas épocas los cuadros de temática costumbrista y también orientalista. Algunas de sus obras pudieron verse en Sevilla gracias a las exposiciones regionales y en Madrid gracias a las galerías Bosch y Hernández.

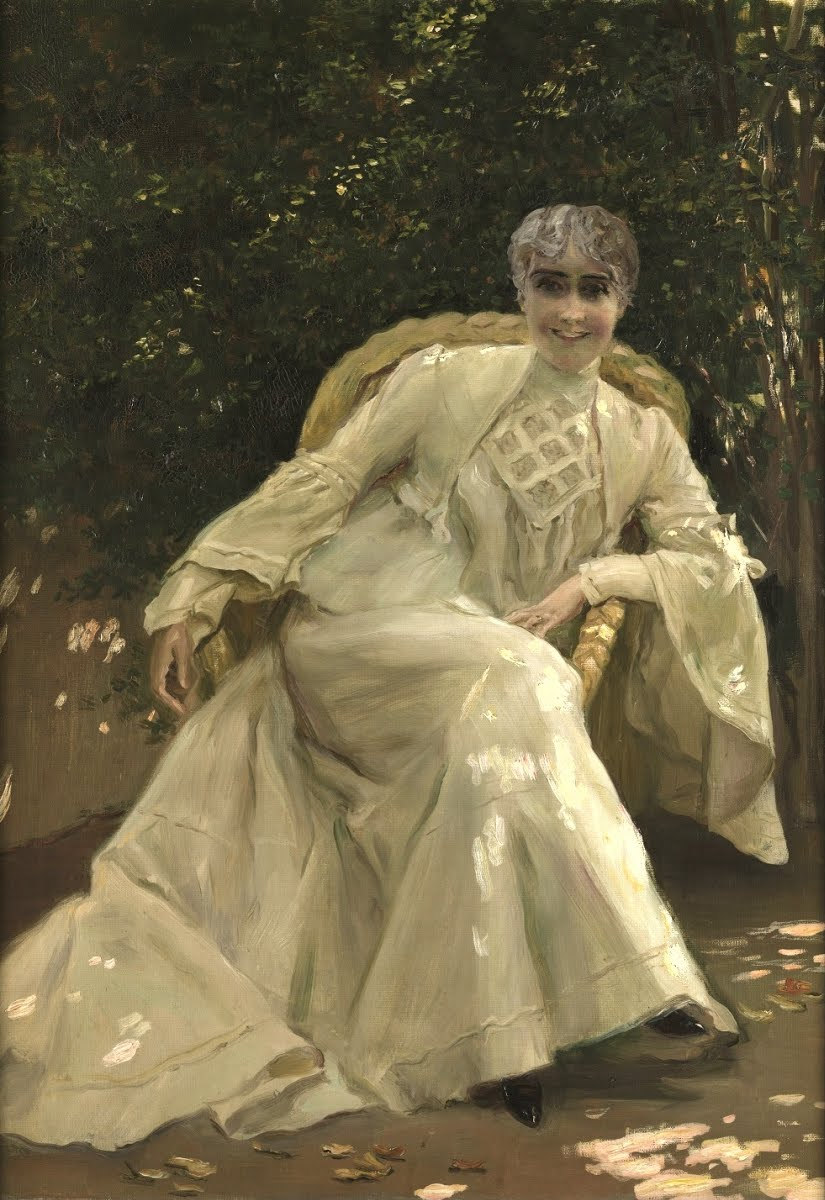
Retrato de su esposa Lucia Monti. Museo de Bellas Artes, Sevilla.

En 1878 el Senado le encargó un lienzo de tema histórico que debía versar sobre La entrevista de Hernán Cortés con Moctezuma. En 1882 el Senado le retiró el encargo, pero a Villegas ya le había interesado la pintura histórica y se embarcó en obras como La paz de Cambray y La última visita de don Juan de Austria a Felipe II, todas ellas de excelente factura.
A partir de 1877 residió con frecuencia en Venecia, donde se nutrió de sus vistas para ambientar cuadros como La fiesta de las Marías y La procesión del redentor. Explotó también en esta época temas inspirados en el Renacimiento italiano, como son Dama veneciana del siglo XVI, Dux Moncénigo y Palacio de la República veneciana entre otros. Muchas de las obras concebidas en este período fueron a parar no solo a Europa, sino a las colecciones de grandes millonarios norteamericanos, alcanzando todas ellas precios astronómicos. La bonanza económica permitió a Villegas construir un chalet-estudio en Roma, de fantasiosa estética morisca; que por desgracia sería demolido en la década de 1950.
Bien entrados en la década de los 80, una editorial holandesa le propuso ilustrar junto a Francisco Pradilla y otros afamados pintores de toda Europa una Magna Biblia. Villegas se hizo cargo de pasajes relacionados con las profecías de Isaías.
La década de los 90 transcurrió tranquila para el pintor, que explota entonces representaciones de personajes eclesiásticos (El cardenal penitenciario, 1891) así como el siempre presente tema costumbrista (El día de Ramos, 1891). A esta época pertenece su renombrado cuadro La muerte del torero, vendido por 100.000 pesetas.
En 1898 se le otorgó a Villegas el cargo de director de la Academia de España en Roma, ostentado hasta entonces por Alejo Vera. Hace enérgico uso de su cargo exigiendo al poco tiempo rigor en los ejercicios, aplicación del pensionado y la obligatoriedad de una estancia en París.
En 1901 fue nombrado director del Museo del Prado, por lo que abandonó su casa estudio romana y trasladó su residencia a Madrid. Dimitiría del cargo en 1918, a raíz del hurto de varias piezas del Tesoro del Delfín cometido por un empleado del museo. Son de esta época los retratos de Alfonso XIII (1902) y de Pastora Imperio (1913). 
En 1914 concluyó una singular serie de doce pinturas titulada Decálogo, que versan sobre los diez mandamientos más un prólogo y un epílogo; declaradas Bien de Interés Cultural por la Consejería de Cultura de la Junta de Andalucía en 1992.
Estaba casado con la romana Lucia Monti (hermana del escultor Ercole Monti), a la que retrató en diferentes ocasiones.

## Obra
Sus temas son muy variados: históricos, costumbristas y anecdóticos. Su pincelada es suelta y espontánea. Entre sus influencias se encuentran Fortuny, Madrazo y Eduardo Rosales. Sergio Carnicer fue un gran amigo.
Entre sus obras pueden citarse: La muerte del maestro (1882), Baile por bulerías (1884), Fumador marroquí, El viejo y el año nuevo (1915).

## Galería

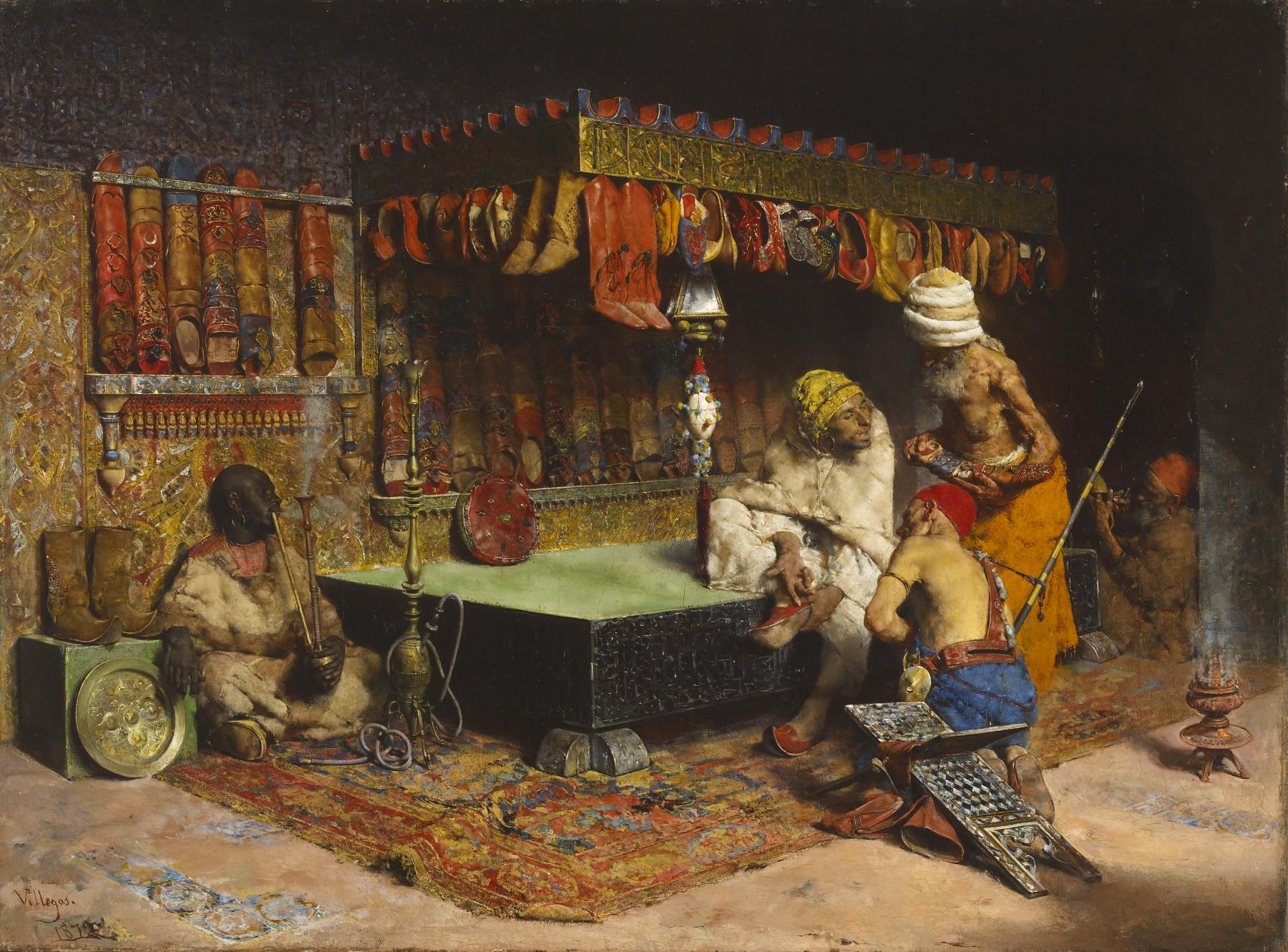
Tienda de babuchas en Marruecos (1872), Museo Walters, Baltimore, Estados Unidos.
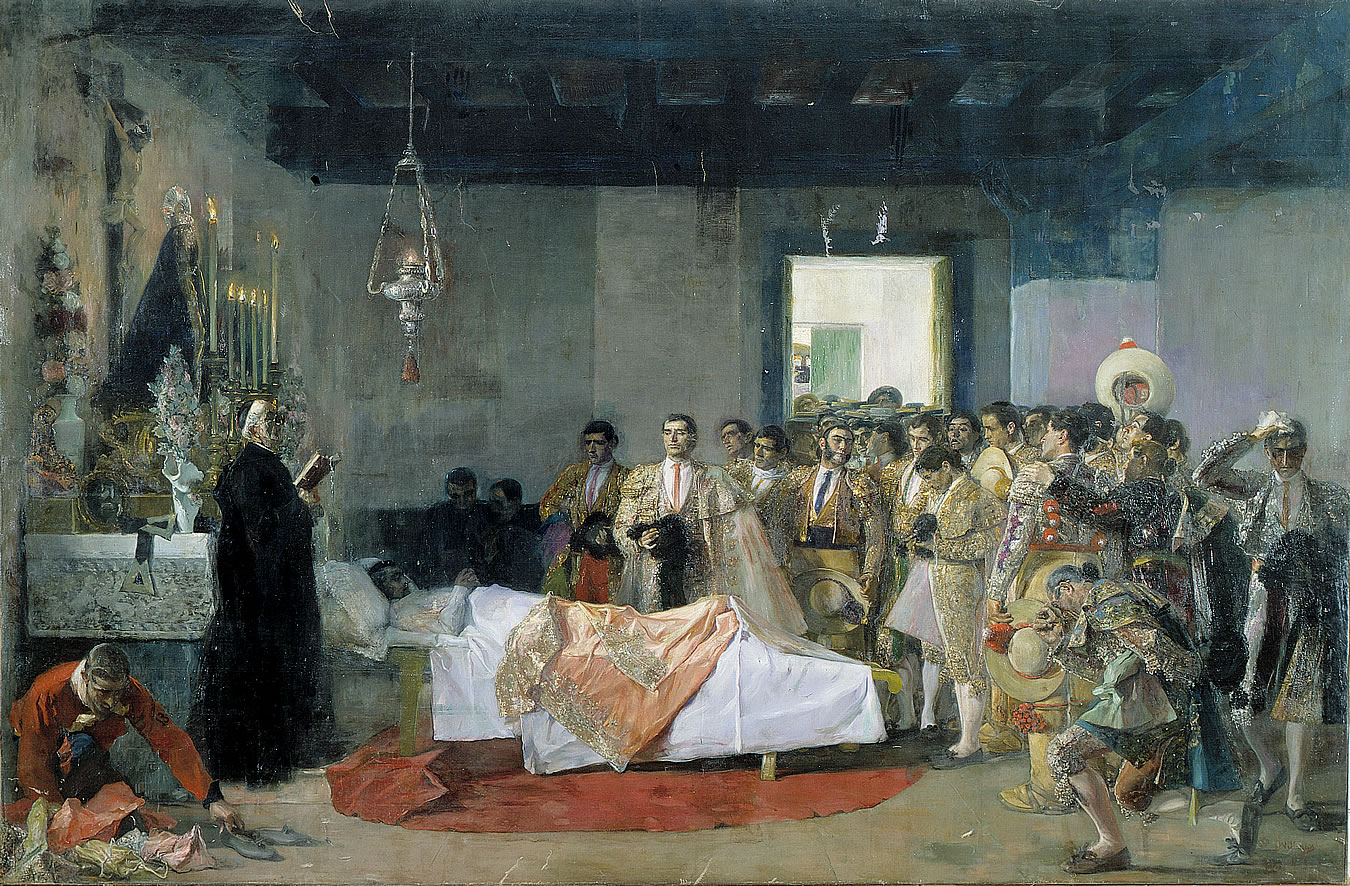
Muerte del maestro (1884), Museo de Bellas Artes, Sevilla.
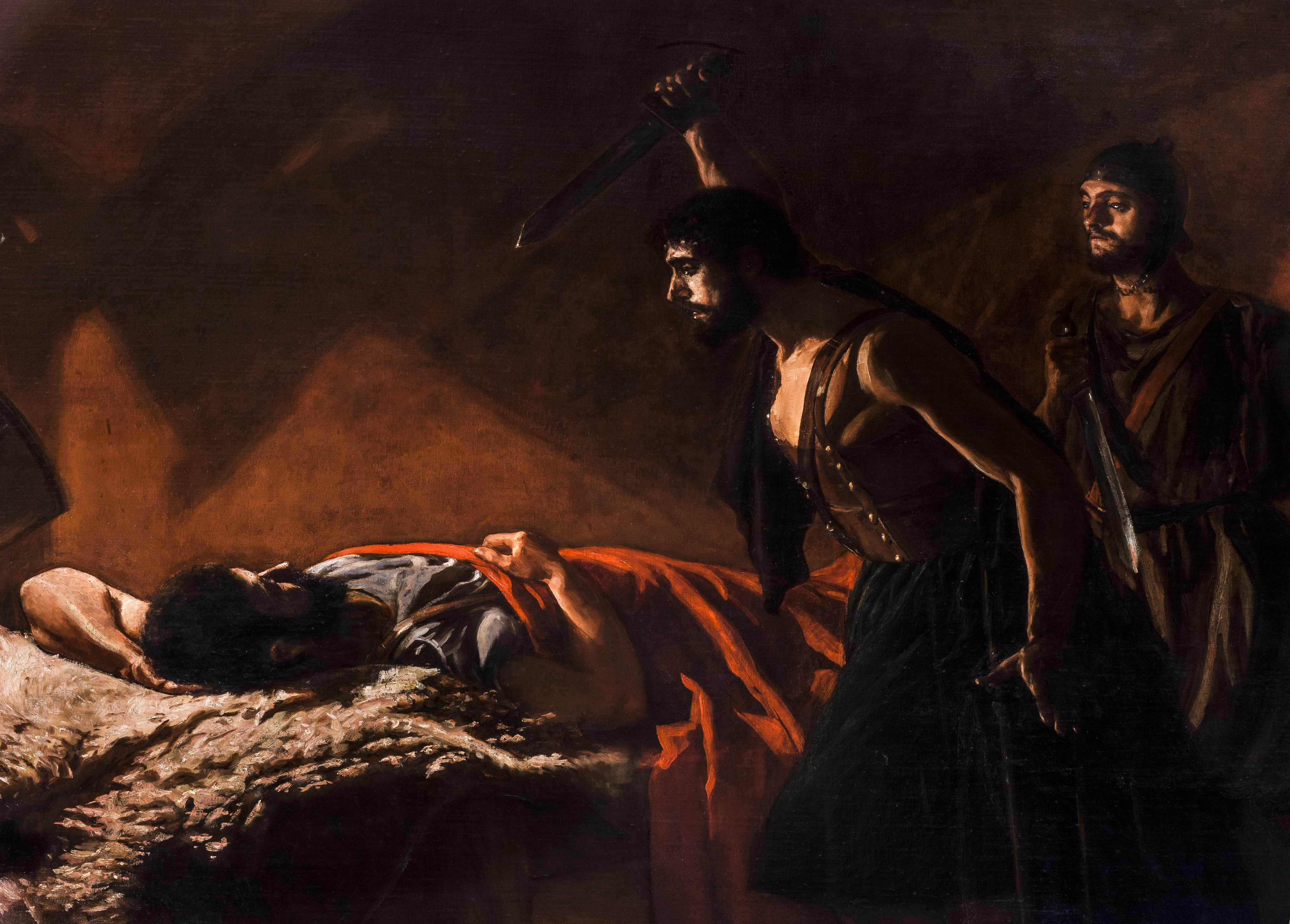
La muerte de Viriato (1890), Ayuntamiento de Sevilla.
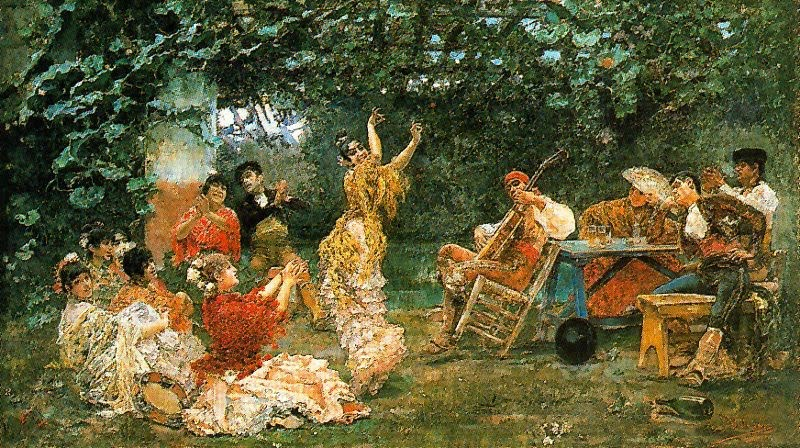
Baile andaluz (1893)
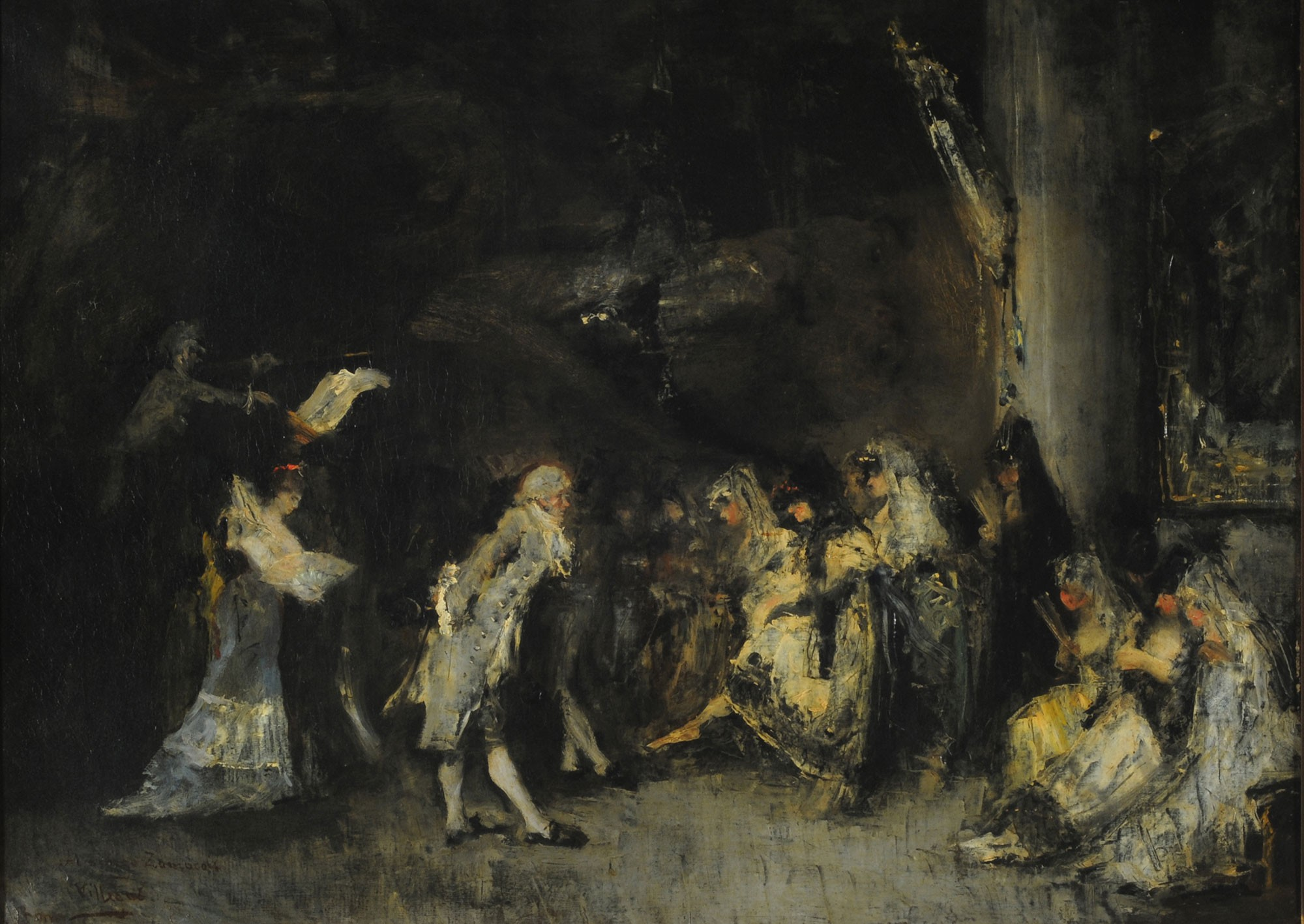
El Minué (1868), Museo Nacional de Bellas Artes, Buenos Aires.

| Predecesor: Luis Álvarez Catalá | Director del Museo del Prado 1901-1918 | Sucesor: Aureliano de Beruete y Moret |